# Matt Duffy
Pour les articles homonymes, voir Duffy et Matt Duffy (homonymie).
Matthew Michael Duffy (né le 15 janvier 1991 à Long Beach, Californie, États-Unis) est le joueur de troisième but des Cubs de Chicago de la Ligue majeure de baseball.
Il joue pour les Giants de San Francisco de 2014 à 2016 et fait partie de l'équipe championne de la Série mondiale 2014.

## Carrière

### Giants de San Francisco
Joueur des 49ers de l'université d'État de Californie à Long Beach, Matt Duffy est repêché par les Giants de San Francisco au 18e tour de sélection en 2012.

#### Saison 2014
Duffy joue pour la première fois dans le baseball majeur le 1er août 2014 avec les Giants. Généralement arrêt-court dans les ligues mineures, il est appelé à commencer ce premier match au poste de deuxième but. Il réussit aux dépens du lanceur Jon Niese son premier coup sûr au plus haut niveau et récolte son premier point produit dans une victoire de 5-1 de San Francisco sur les Mets de New York. Une curiosité statistique est liée aux débuts de Duffy dans les majeures : le 1er septembre 2014, les Giants terminent au Colorado un match amorcé au même endroit contre les Rockies le 22 mai précédent, mais suspendu en raison de la météo défavorable. Duffy jouait encore dans les mineures le 22 mai, mais fait partie de l'effectif des Giants trois mois et demi plus tard, et entre en jeu lorsque ce match reprend. Dans les statistiques officielles de la MLB, le premier match joué par Duffy dans les majeures est donc celui du 22 mai, même si en réalité il n'a pas foulé le terrain ce jour-là,.
Duffy maintient une moyenne au bâton de ,267 avec 8 points produits en 34 matchs pour San Francisco en 2014. Employé comme substitut en séries éliminatoires, il réussit un coup sûr et marque un point dans la Série mondiale 2014 remportée par les Giants.

#### Saison 2015
Le plan des Giants est de confier en 2015 le poste de joueur de troisième but à Casey McGehee, acquis durant l'hiver pour remplacer leur troisième but étoile Pablo Sandoval, parti vers Boston. Mais Duffy connaît un fort camp d'entraînement et il est aussi difficile pour les Giants de l'écarter que de lui trouver un poste. Les difficultés éprouvées par McGehee aidant, Duffy s'impose dès les premières semaines de la saison régulière comme le meilleur choix pour succéder à Sandoval, et dispute 149 matchs au total, dont 134 au troisième coussin. 
Avec 12 circuits, 77 points produits, 77 points marqués, 12 buts volés et une moyenne au bâton de ,295 à sa première saison complète dans les majeures, Duffy termine au 2e rang du vote désignant la recrue de l'année de la Ligue nationale derrière le gagnant Kris Bryant des Cubs de Chicago.
Il frappe le premier coup de circuit de sa carrière dans les majeures le 16 avril 2015 aux dépens du lanceur Boone Logan des Rockies du Colorado.

### Rays de Tampa Bay
Avec deux joueurs des ligues mineures, le lanceur droitier Michael Santos et le joueur d'arrêt-court Lucuis Fox, Matt Duffy est échangé des Giants de San Francisco aux Rays de Tampa Bay le 1er août 2016, en retour du lanceur gaucher Matt Moore.